# Ксаверівка (селище)
Ксаверівка (пол. Ksawerówka) — селище в Україні, у Липовецькій міській громаді Вінницького району Вінницької області. Населення становить 11 осіб.

## Географічне положення

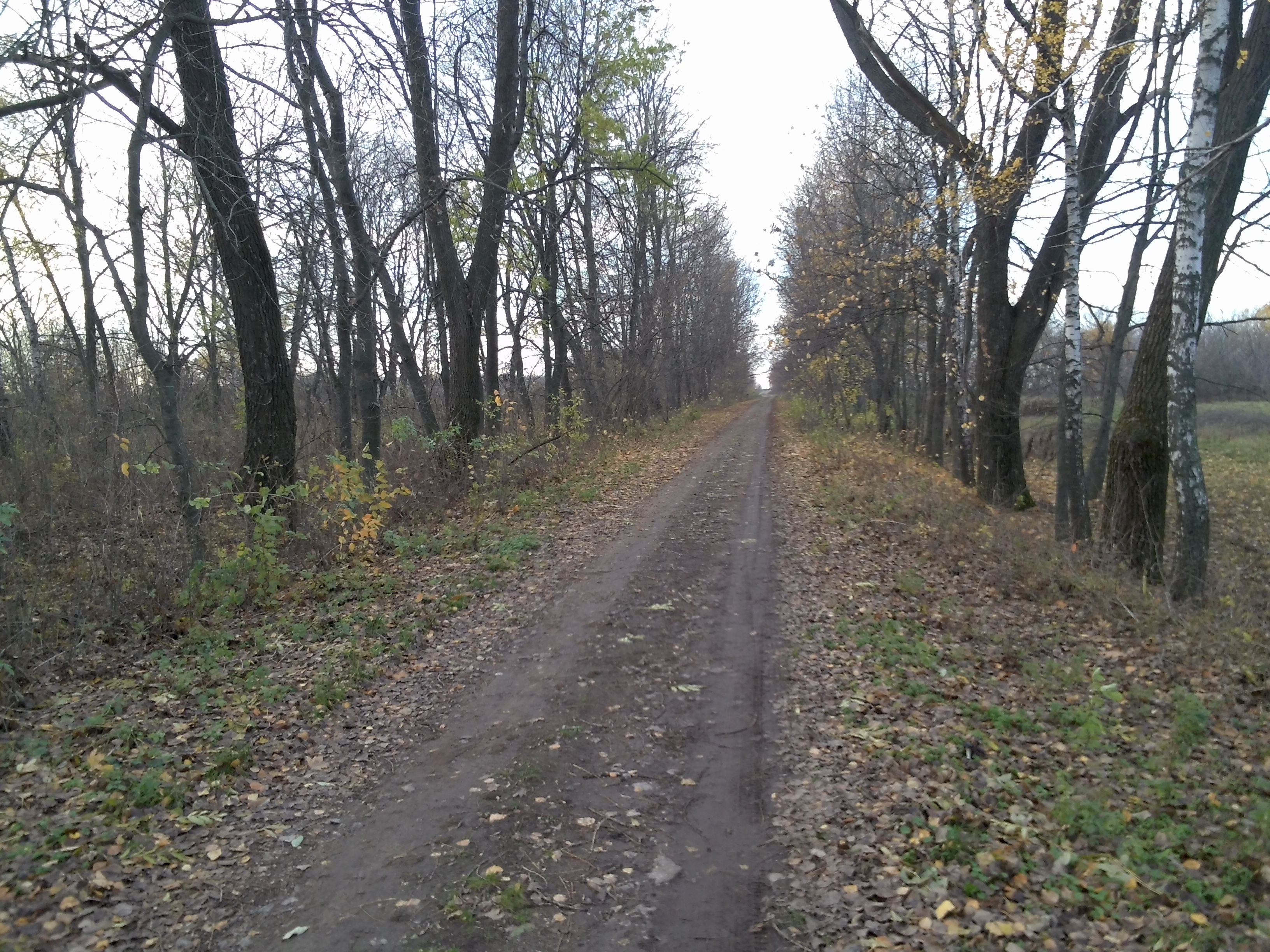
Дорога до селища

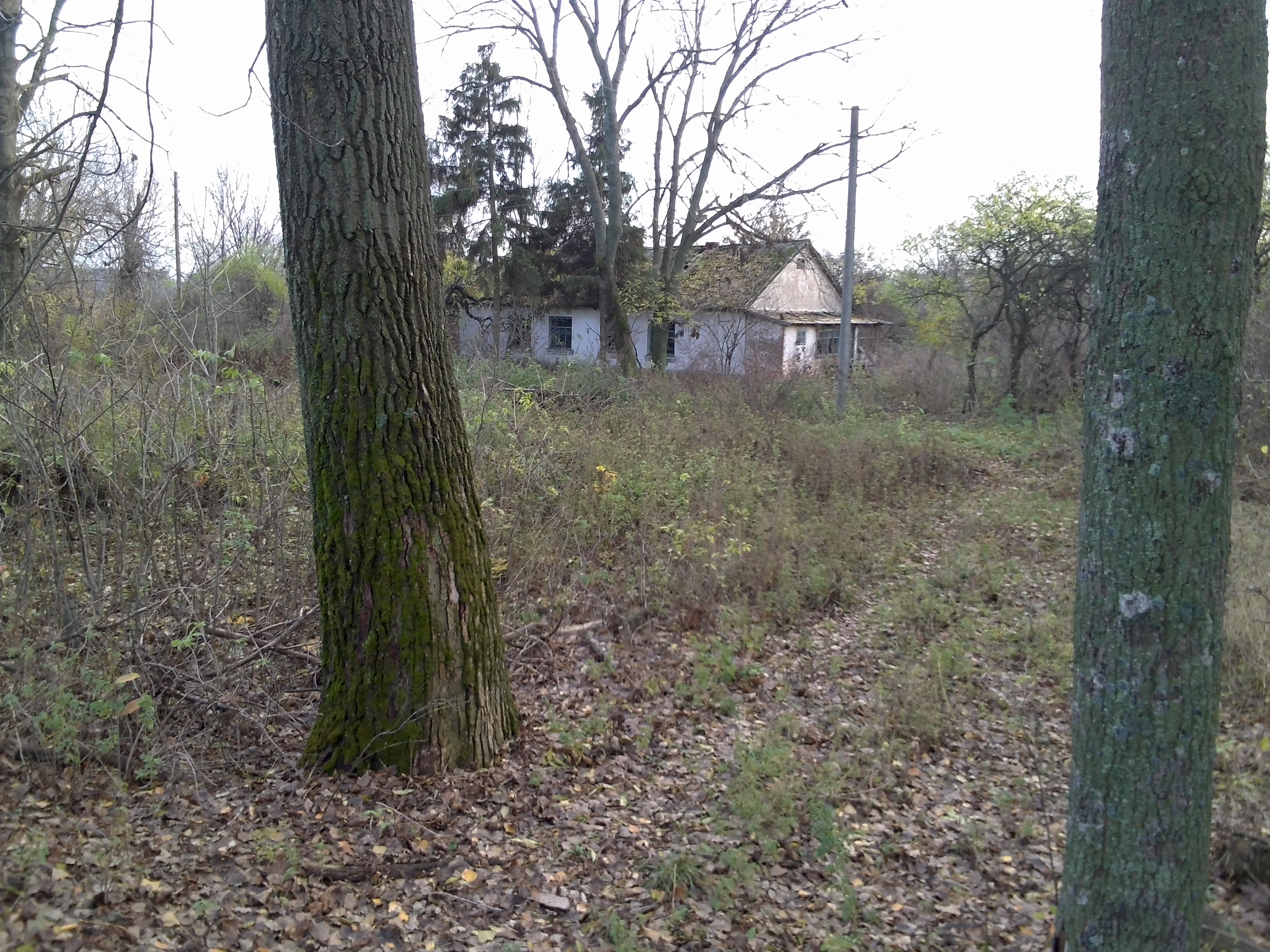

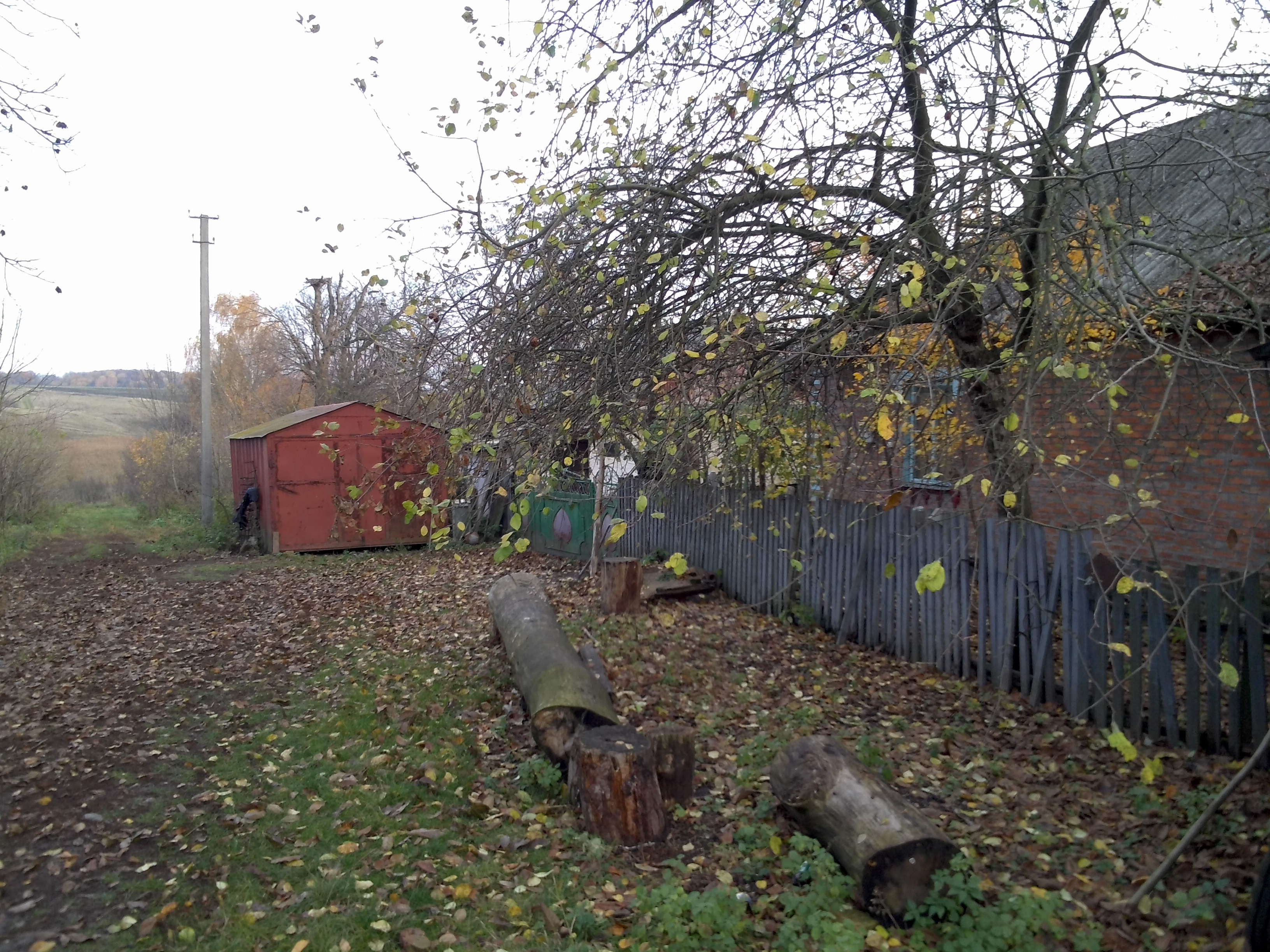

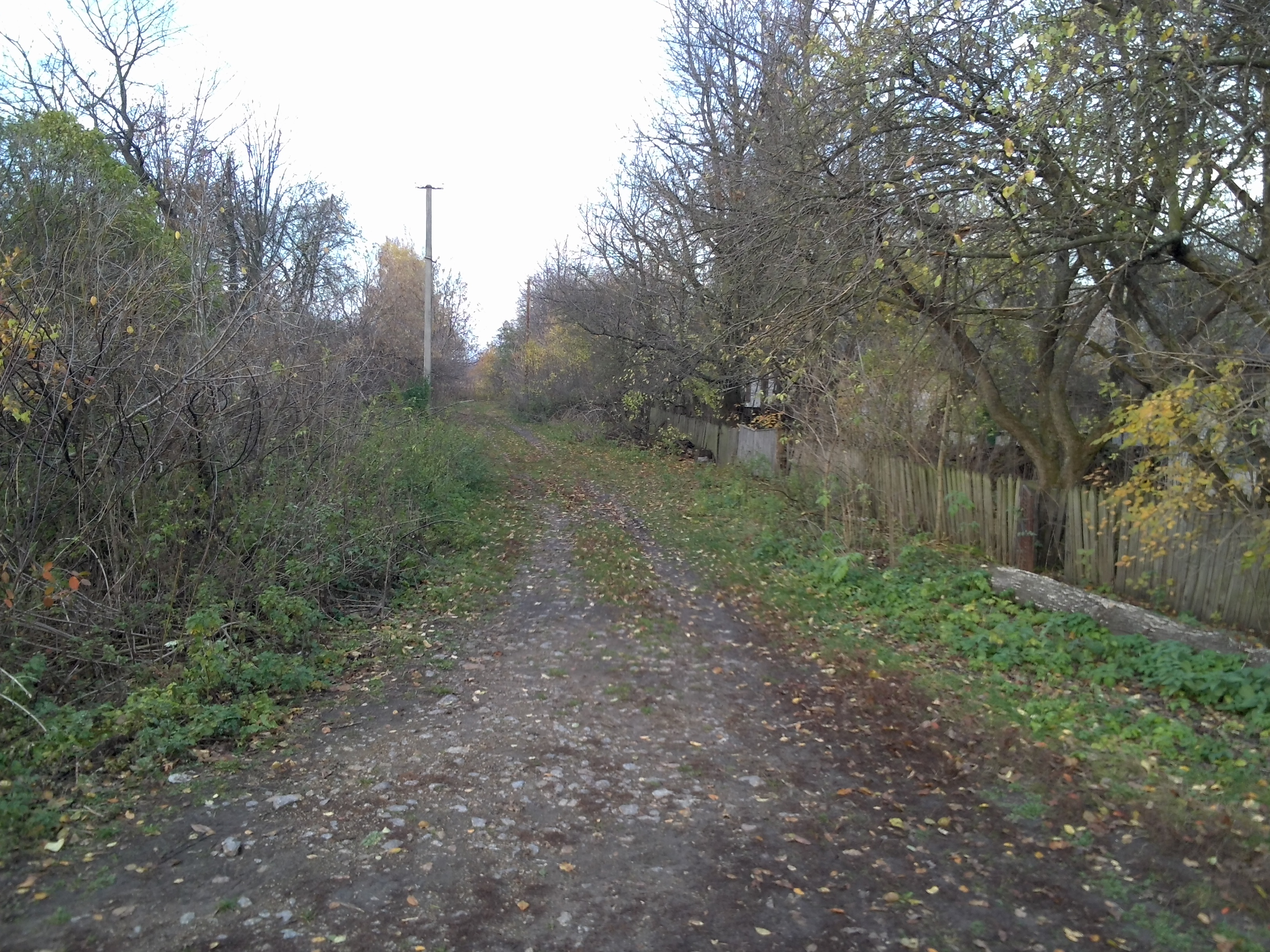

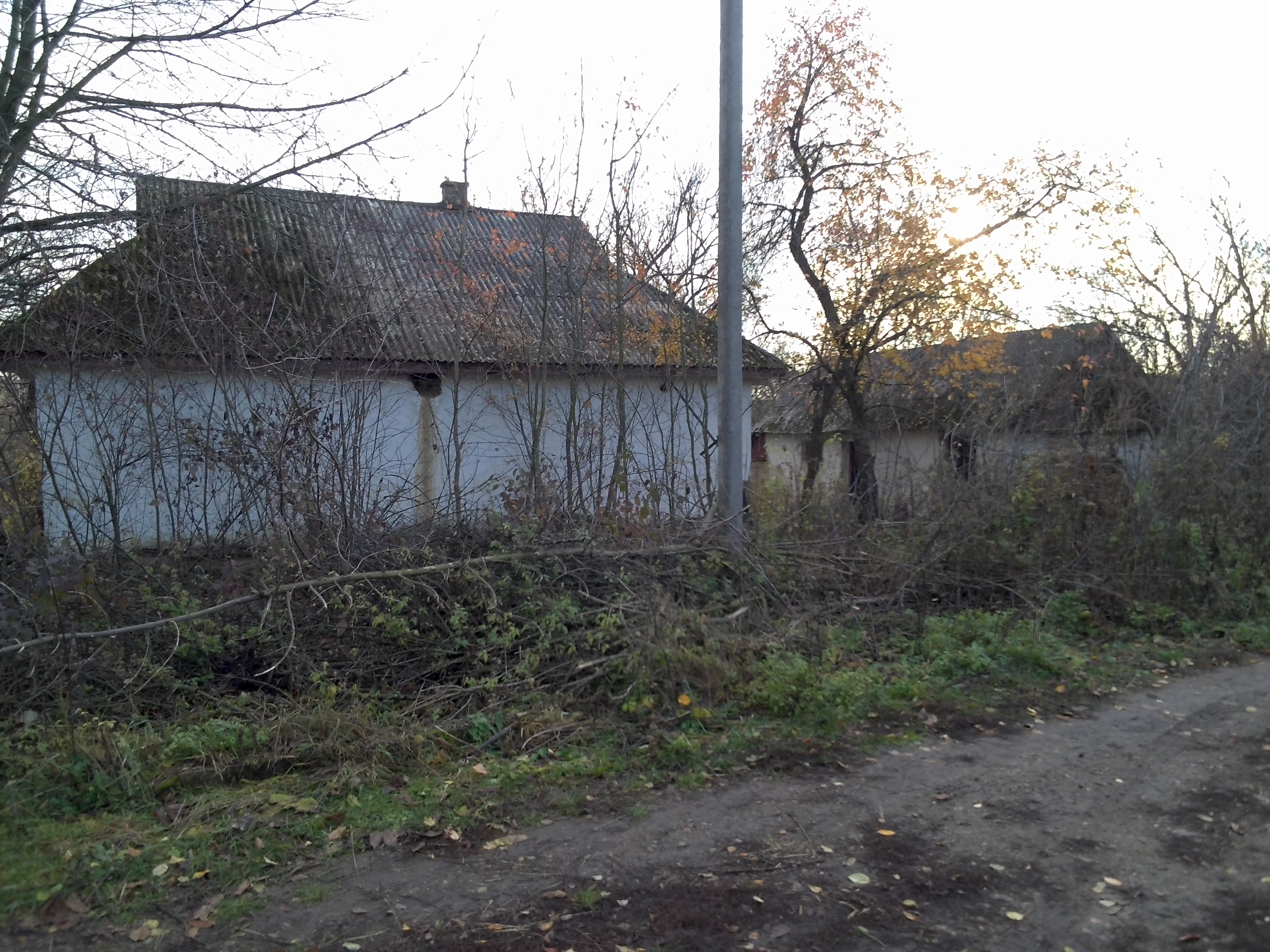

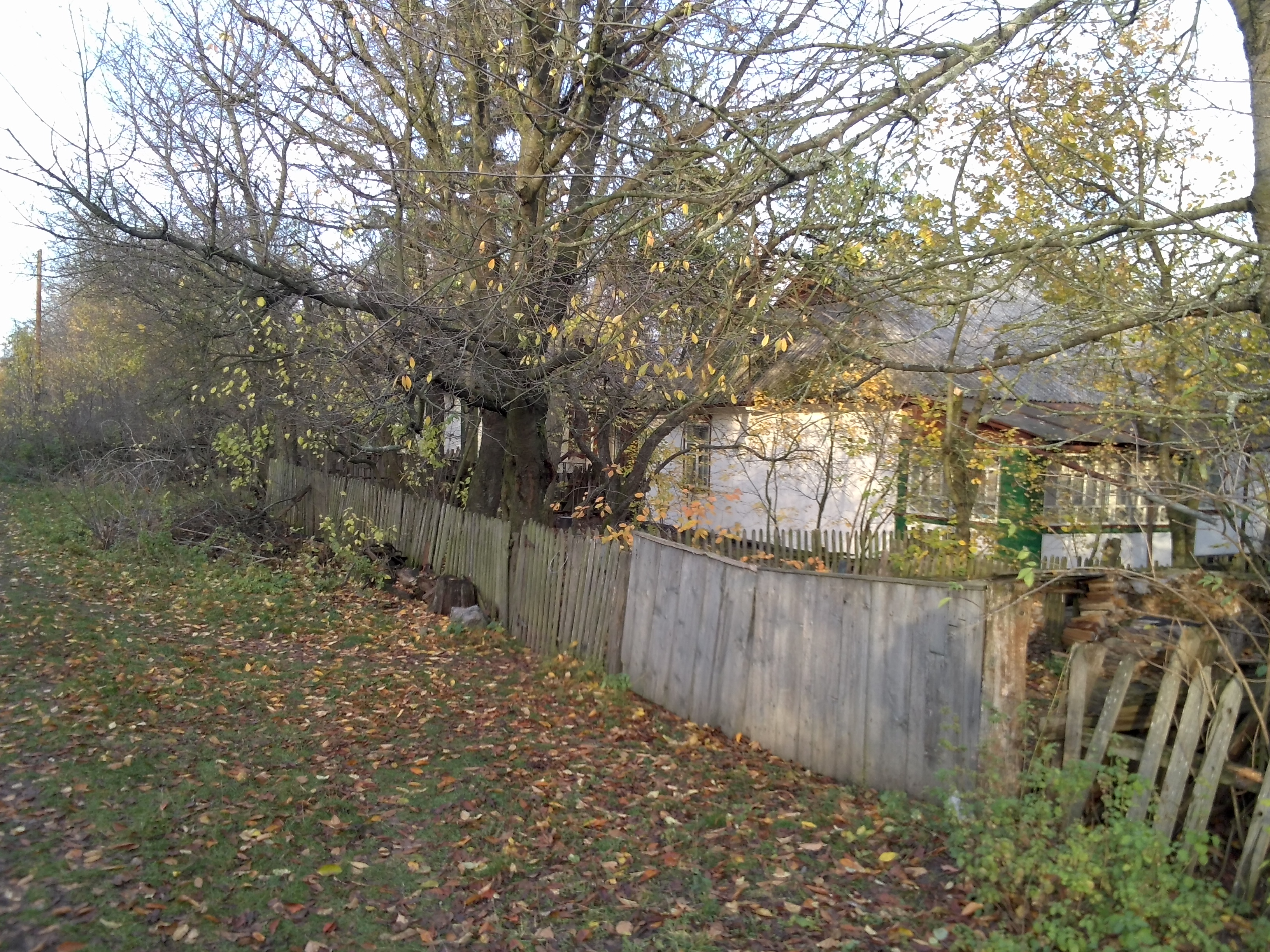

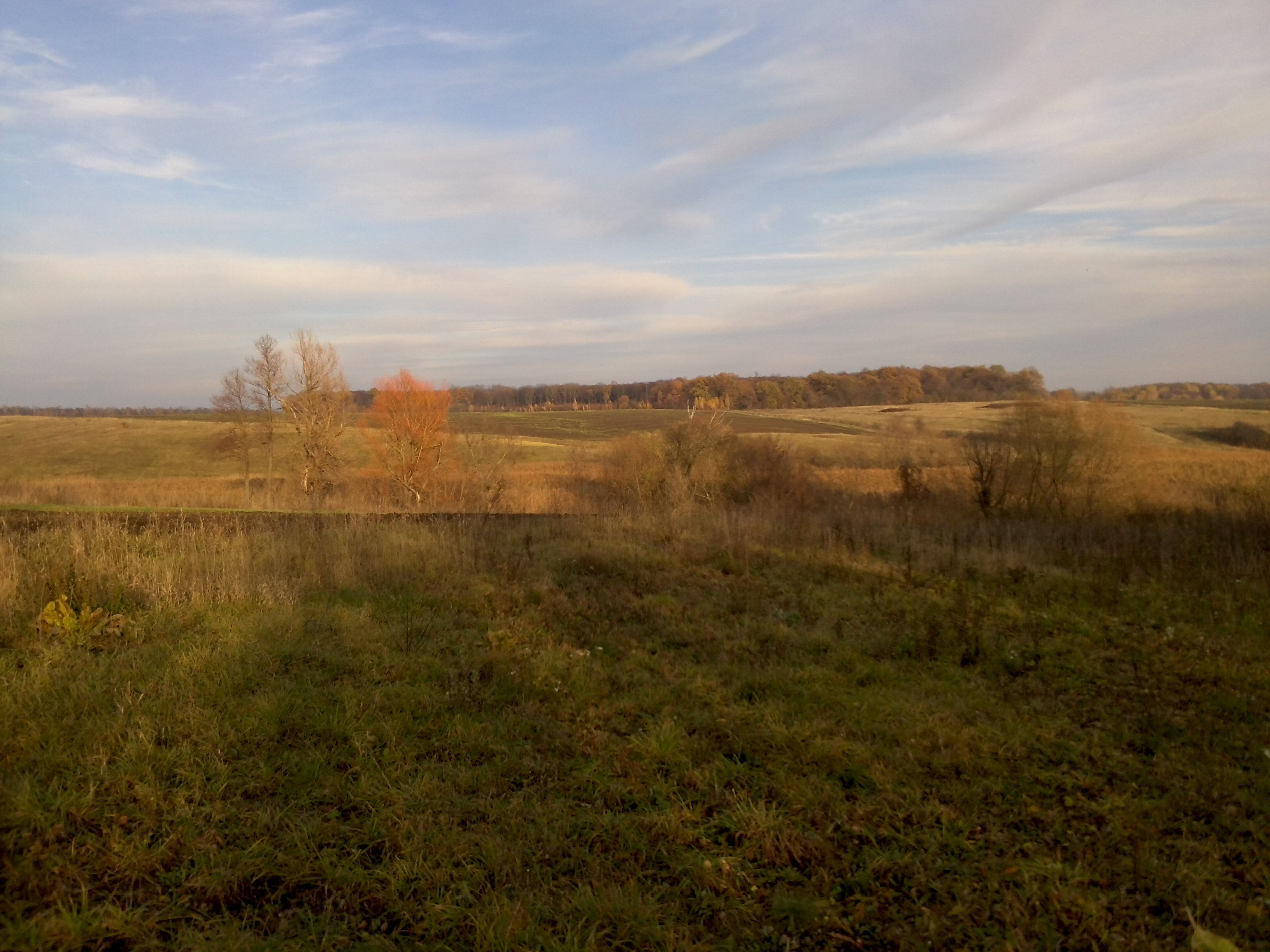
Краєвиди

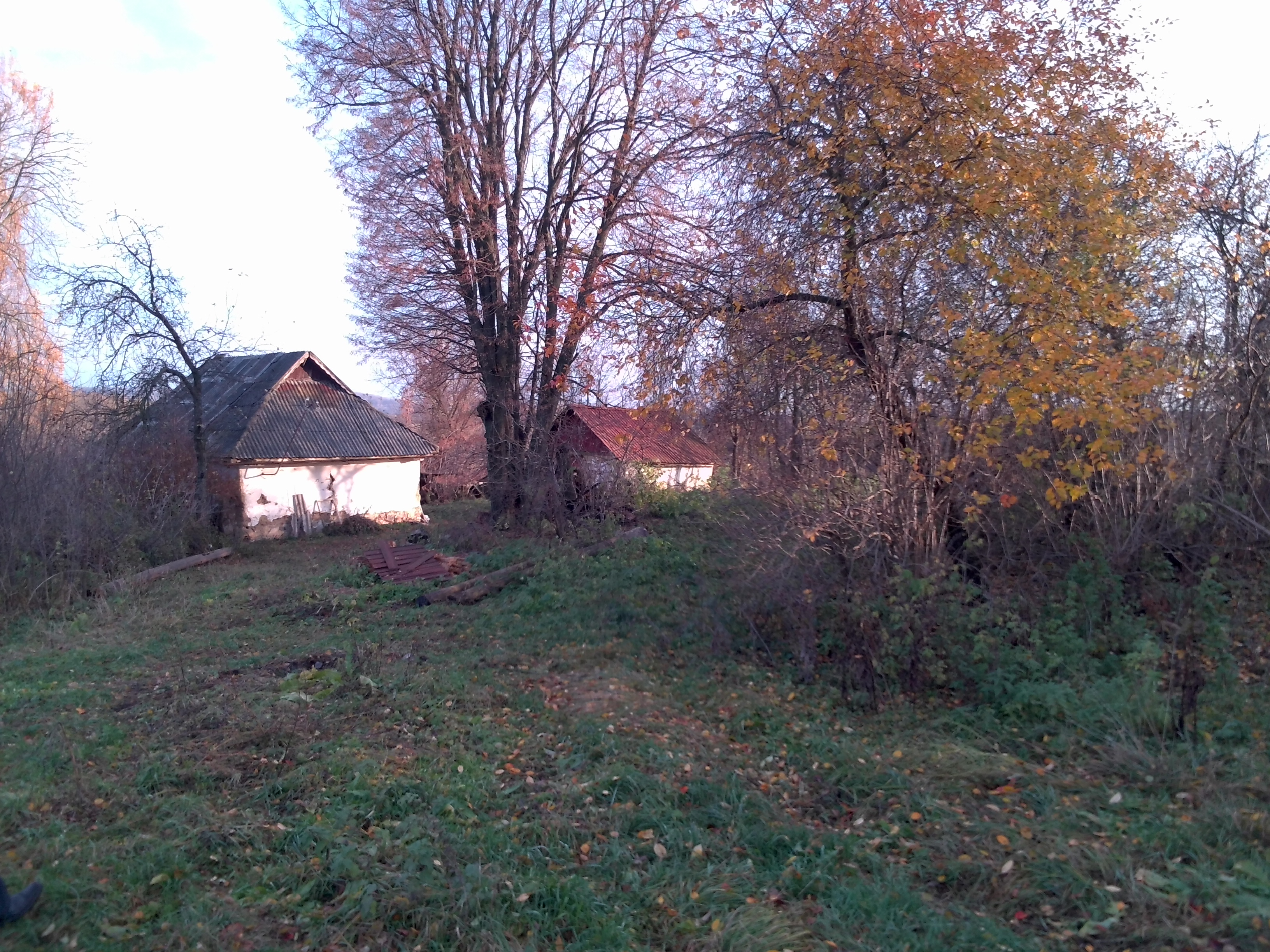

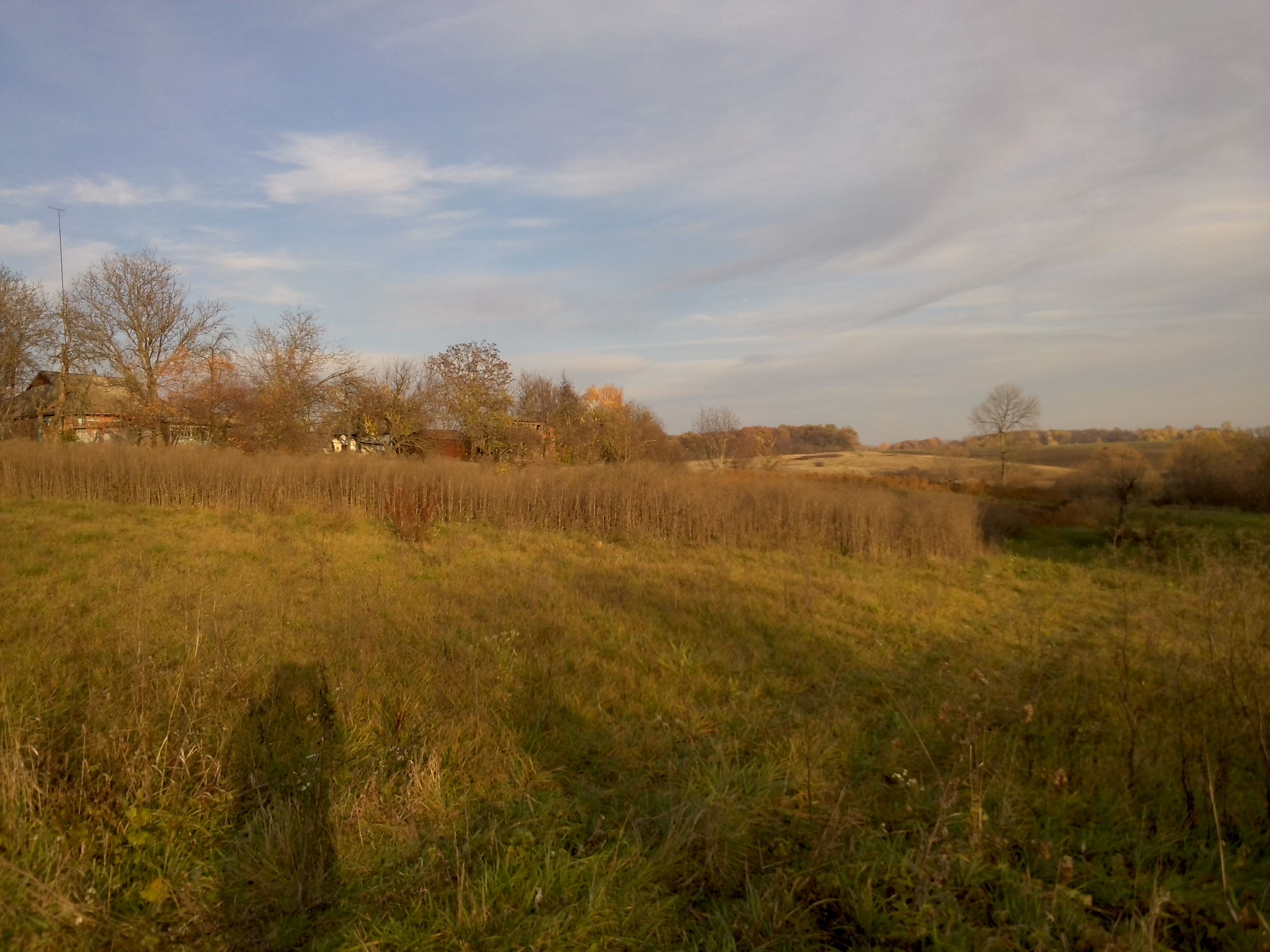

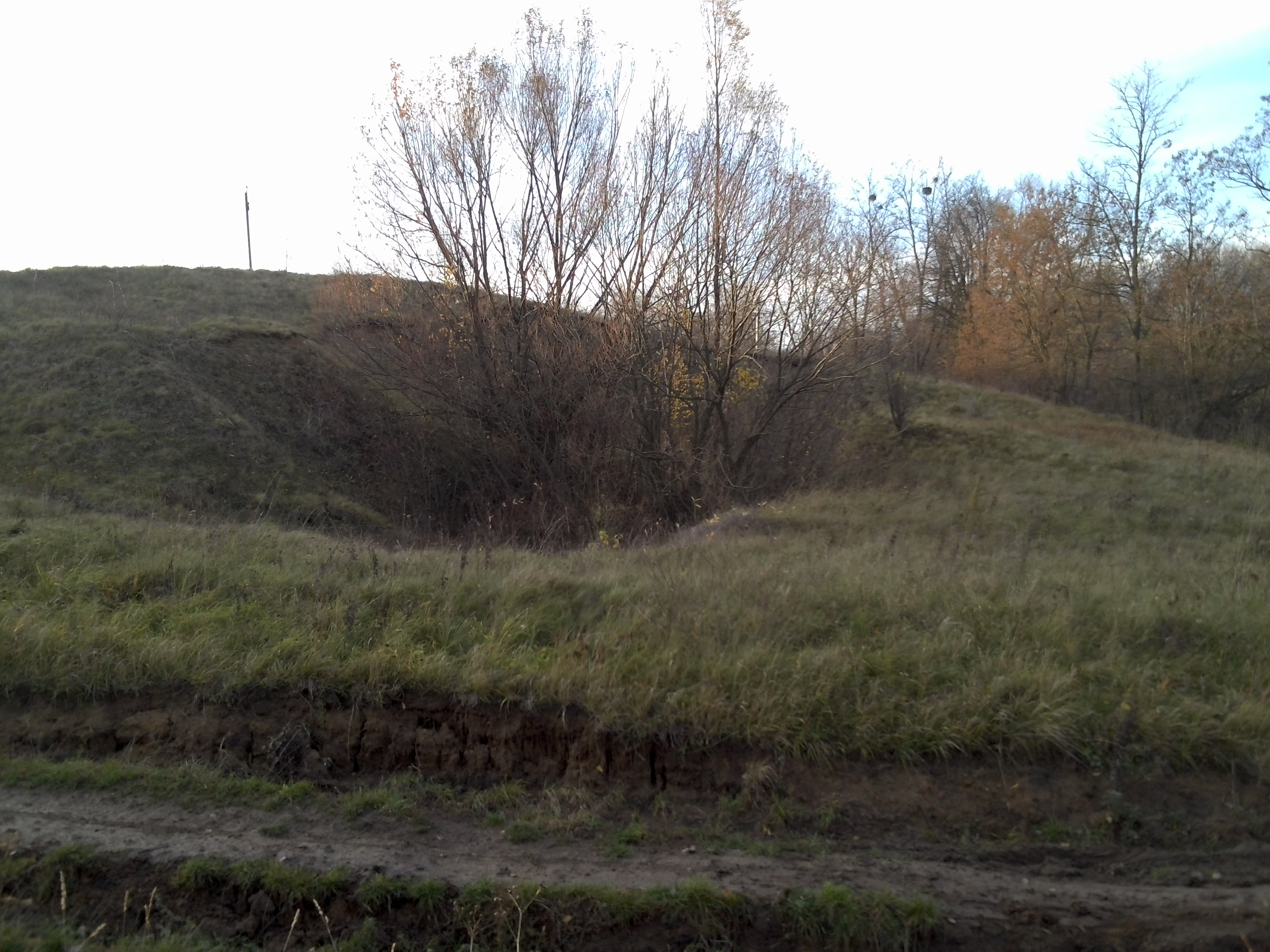

Село розташоване за 6 км від Вербівки, за 27 км від райцентру Липівця, за 56 км від обласного центру Вінниці і за 2 км від Погребищенського контейнерного заводу. До 1955 р. була в складі Плисківського району.
В околицях селища бере початок річка Соб, де створено гідрографічний заказник «Початок».
На сьогоднішній день залишилися камінні стіни складу панського маєтку і такі ж стіни колишнього будинку соцпобуту.
На заході від села бере початок річка без назви, права притока Собу.

## Історія
Назва поселення, яке знаходилось на місці Ксаверівки — хутір Шиманського.
Село отримало назву за другим іменем його власника генерала Козловського в середині XIX ст. До жовтневого перевороту тут була ферма, економія, після нього — радгосп по вирощуванню насіння цукрових буряків. Цей радгосп мав понад 300 жителів. Перед так званою колективізацією радгосп став відділенням Шпичинецького цукрового комбінату. Напередодні колективізації на хуторі Ксаверівка Зозівської сільської ради на 31 дворах числилося 63 жителі різних національностей (39 чоловіків і 24 жінки).
В Ксаверівському радгоспі вже в післяреволюційний час діяв партійний осередок, було багато партійних та радянських активістів. Вони мали вплив на села Погребищенського, Плисківського та Липовецького районів, в тому числі і на Вербівку.
У 1918 р. банди знищили близько половини жителів Ксаверівки. Знищили б усіх, але з Липівця виїхала міліція і ліквідувала частину банди, залишки якої врятувалися втечею. В Липовець про напад повідомив верхівець з Ксаверівки (телефона не було).
В довоєнні роки радгосп розвивався динамічно, вирощувалось насіння цукрового буряка, зернові культури. Робоча сила наймалася з ближчих сіл: Вербівки, Булаїв, Чапаєвки, Зозівки, Зозова та інших. Люди з цих сіл працювали по контракту. Хто працював в 1933 і 1934 роках в радгоспі — той вижив, тут годували, давали пайки.
Перепис 1939 р. у с. Ксаверівка Зозівської сільської Ради зафіксував 178 мешканців (80 чоловіків і 98 жінок). Як у попередні довоєнні роки, так і в післявоєнні на радгоспі діяла школа, яка мала 4 класи. Після її ліквідації у 1955 р. діти їздили до шкіл с. Олександрівки та Зозова. У радгоспі були приміщення для житла людей, будувалися квартири, власні будинки. На початку III тисячоліття залишилося лише 5 хат і 7 жителів.
Під час війни в радгоспі працювало багато радянських військовополоненних. З них сформувалося велике підпілля, яке надавало інформацію про події на фронтах і у світі. На чолі Ксаверівського підпілля став сам управитель О. А. Баліцький, якого після визволення села (12 березня 1944 р.) взяли на партійну роботу в Житомирську область.
В післявоєнне десятиліття відділення очолювали Мефодій Филимонович Гнатюк, Федір Петрович Зарва, Петро Маркіянович Небожак та інші управителі які часто мінялися.
У 1955 р. відділення у Ксаверівці підпорядкували Турбівському цукровому комбінату, а Шпичинецький цукровий комбінат був розформований. Ксаверівчани і по Турбівському цукрокомбінату займали призові місця. Вони вирощували великі врожаї, молока доїли по 15-20 літрів з корови, розвивався соціокультурний побут. Була висока культура землеробства. В результаті майже 300 жителів на цій території проживали в достатку.
В 1975 р. коли відділення було ліквідовано і передано Зозівецькому, а потім Вербівському колгоспу. З того часу стали втрачатися колишні передові позиції. Високопродуктивні корови при зміні умов за два роки були доведені до непродуктивності і здані на базу. Масово повиїжджали люди. Становище не врятувало і те, що за сприяння першого секретаря райкому КПУ М. С. Пасєки від Вербівки до Ксаверівки у 1980-ті роки провели дорогу з твердим покриттям. Нормальному життю заважало і те, що, належачи Вербівському колгоспу адміністративно і економічно, Ксаверівка була підпорядкована Зозівській сільській раді. Мало виграли сільчани і тоді, коли Ксаверівка згідно з рішенням облвиконкому від 11 грудня 1987 р. ввійшла до складу величезної сільради з центром у Зозівці. Лише з 1994 р. вона повністю перейшла під юрисдикцію Вербівської сільської ради.
12 червня 2020 року, розпорядженням Кабінету Міністрів України № 707-р «Про визначення адміністративних центрів та затвердження територій територіальних громад Вінницької області», Богданівська сільська рада об'єднана з Липовецькою міською громадою.
19 липня 2020 року, в результаті адміністративно-територіальної реформи та ліквідації Липовецького району, село увійшло до складу Вінницького району.